# Грегерсен, Атли
А́тли Гре́герсен (фар. Atli Gregersen; род. 15 июня 1982 года в Торсхавне, Фарерские острова) — фарерский футболист, защитник и капитан клуба «Викингур».

## Клубная карьера

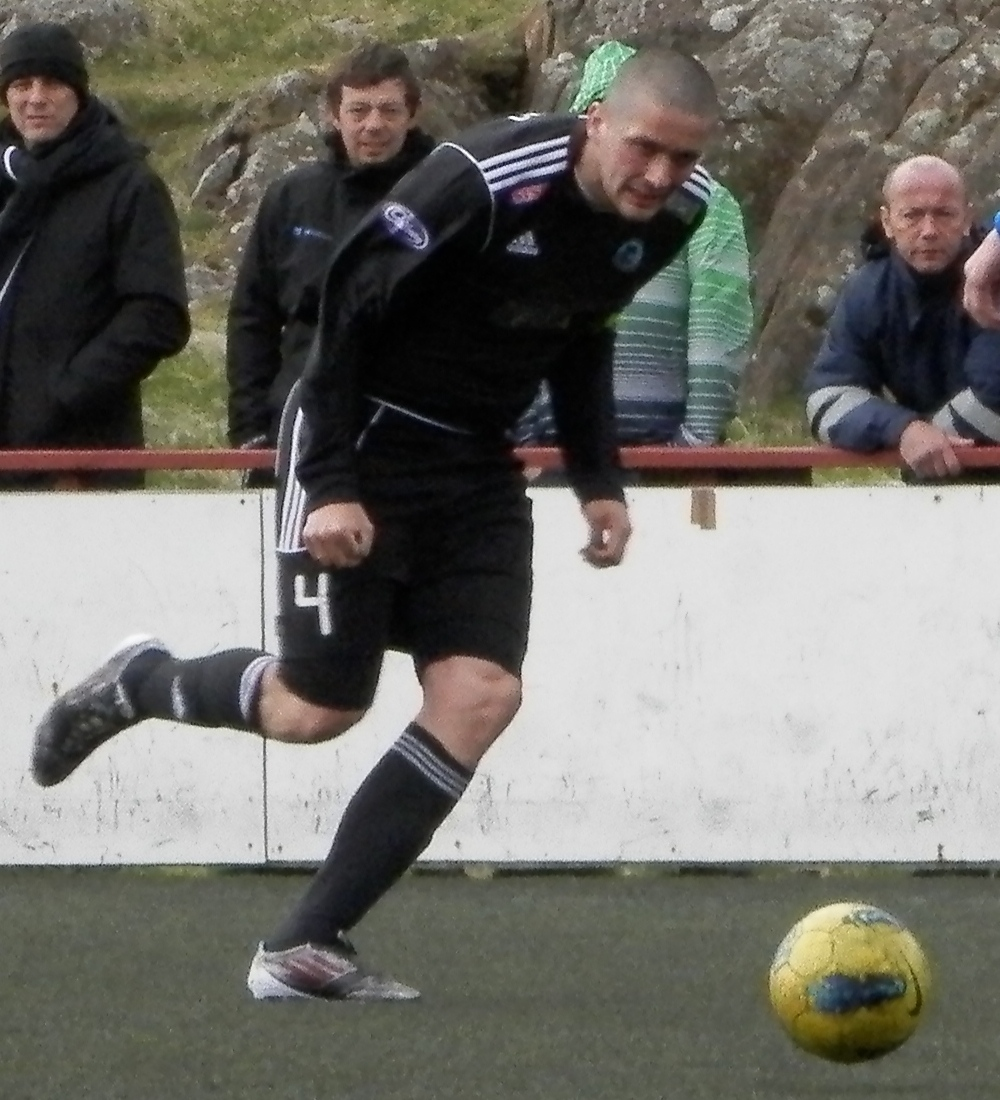
В матче за «Викингур»

Атли начинал карьеру в «Б36», из которого в 16-летнем возрасте переехал в Данию и выступал там за молодёжные команды клубов «НБ Борнхольм» и «Раннерс». В составе последних в сезоне 2001/2002 защитник дебютировал во взрослом футболе в матче Первого дивизиона Дании. В сезоне 2002/03 он провёл 2 игры в первой датской лиге. Летом 2003 года Атли перешёл в другой клуб второго датского эшелона «Люнгбю», за который провёл 6 встреч в сезоне 2003/04 и забил свой первый гол во взрослой карьере.
В 2004 году Атли вернулся на Фарерские острова и присоединился к «ГИ» из Норагёты. Его дебют за этот клуб состоялся 20 марта в матче группового этапа Кубка Фарерских островов против «ТБ». 25 апреля он впервые сыграл в чемпионате Фарерских островов, отыграв встречу с фуглафьёрдурским «ИФ». Всего в сезоне-2004 защитник принял участие в 15 играх высшего фарерского дивизиона. В 2005 году Атли провёл 17 встреч за «ГИ» в премьер-лиге, а также выиграл с клубом Кубок Фарерских островов, сыграв в 4 матчах турнира, включая финальный поединок с «ИФ». По итогам сезона «ГИ» вылетел в первый дивизион, а Атли покинул команду.
Новым клубом Атли стал «ИФ Скьёльд», за который он провёл 2 встречи в четвёртом датском дивизионе. Вторую половину сезона 2005/06 защитник выступал за «Фрем», отыграв 13 матчей в первом дивизионе Дании. В 2007 году Атли вернулся в поднявшийся в премьер-лигу «ГИ» и принял участие в 24 играх турнира. В 2008 году «ГИ» объединился с клубом «ЛИФ» в «Викингур». Атли стал членом первоначального состава этой команды и защищал её цвета на протяжении трёх сезонов, суммарно сыграв 57 встреч в высшем дивизионе архипелага, а в 2009 году взял второй национальный Кубок. Летом 2010 года Атли в последний раз покинул родные острова, перейдя в шотландский «Росс Каунти». За этот клуб защитник провёл лишь одну игру, появившись на поле в концовке матча Кубка шотландской лиги с «Данди Юнайтед» 22 сентября.
В 2011 году Атли снова стал игроком «Викингура». С момента возвращения он провёл свыше 300 игр за «викингов» в премьер-лиге трижды став чемпионом Фарерских островов, а также четырежды выиграв Кубок и Суперкубок архипелага. В 2024 году 42-летний капитан «Викингура» был признан футболистом года на Фарерских островах.

## Международная карьера

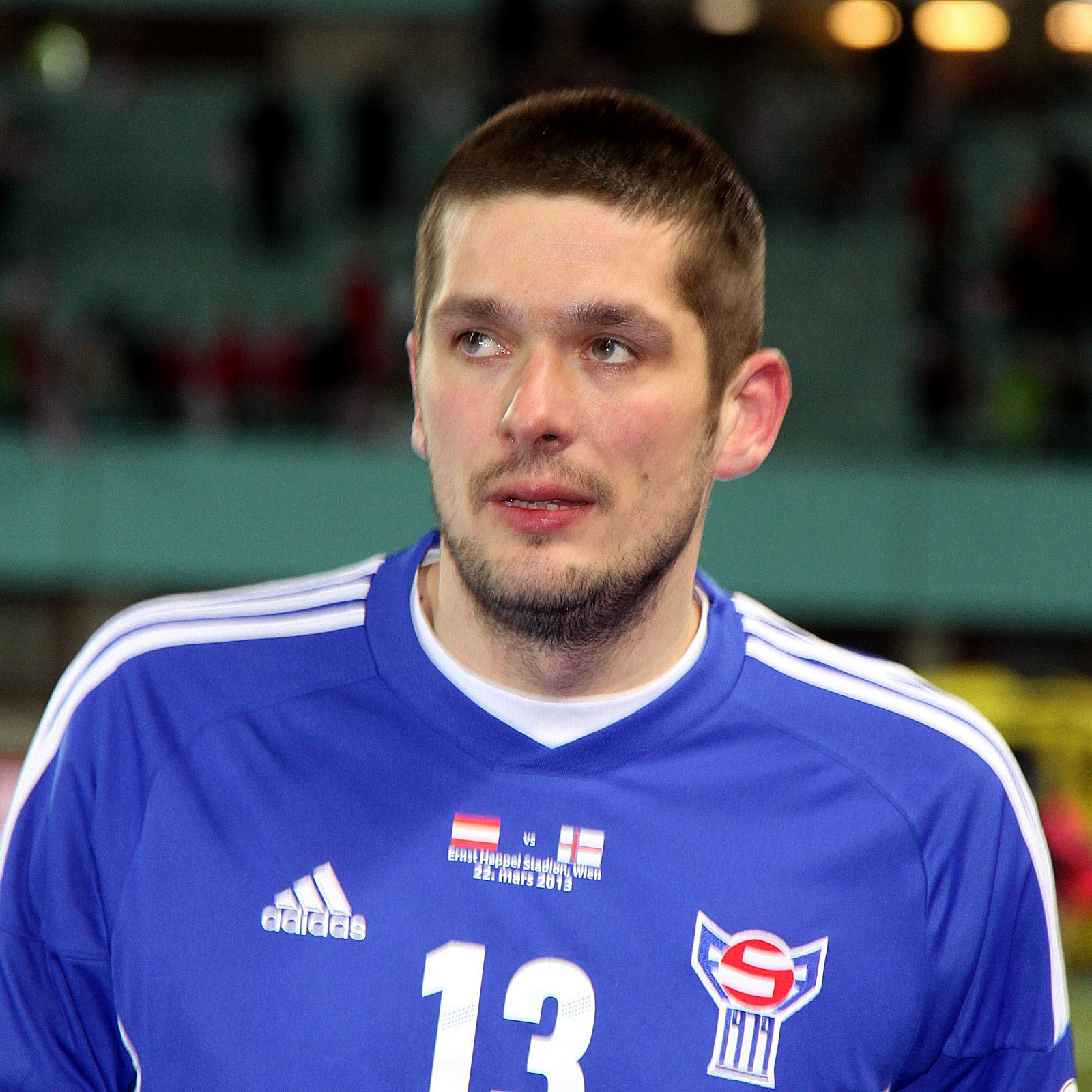
В игре за сборную Фарер

В 1998—2000 годах Атли представлял Фарерские острова на юношеском уровне, суммарно приняв участие в 12 встречах. Свой первый матч в составе национальной сборной Фарерских островов он провёл 10 июня 2009 года, целиком отыграв встречу против сборной Сербии. 22 марта 2018 года он забил свой единственный мяч за национальную команду, поразив ворота сборной Латвии. 18 ноября 2019 года Атли сыграл последний матч за сборную, отыграв поединок со шведской национальной командой. Всего защитник принял участие в 59 международных матчах.

## Достижения

### Командные
«ГИ»
- Обладатель Кубка Фарерских островов (1): 2005

 «Викингур»
- Чемпион Фарерских островов (3): 2016, 2017, 2024
- Обладатель Кубка Фарерских островов (5): 2009, 2013, 2014, 2015, 2022
- Обладатель Суперкубка Фарерских островов (4): 2014, 2015, 2016, 2017

### Личные
- Футболист года на Фарерских островах (1): 2024

## Личная жизнь
Сын Атли, Одни Атласон — тоже футболист «Викингура». В дебютном матче сына в фарерской премьер-лиге отец играл вместе с ним.